# So Arzenu
So Arzenu (hebräisch זוֹ אַרְצֵנוּ; Dies ist unser Land) war eine rechtsextreme jüdische Organisation und Protestbewegung in Israel. Sie wurde von Schmuel Sackett und Mosche Feiglin im Dezember 1993 gegründet, um nach dem Oslo-Abkommen weitere Landzugeständnisse im Rahmen des Oslo-Friedensprozesses einzudämmen.

## Geschichte
So Arzenu betrachtete das Oslo-Abkommen als Verstoß gegen jüdisches Recht und politischen Sinn. Die Bewegung protestierte mit Sitzstreiks und anderen Formen des zivilen Ungehorsams gegen die Regierung von Jitzchak Rabin, dem sie vorwarf, „Israel an die Araber zu verkaufen und das Land in den Krieg zu drängen“. Die Anführer der Bewegung wurden im September 1995 unter dem Vorwurf verhaftet, die Siedler in den besetzten Gebieten zum Aufruhr angestiftet zu haben. Feiglin wurde zu einer sechsmonatigen Haftstrafe verurteilt, die er durch Zivildienst abgalt. In seiner Lebenserinnerung „Where There Are No Men“ stellt Feiglin So Arzenu als moralisches und taktisches Äquivalent der amerikanischen Bürgerrechtsbewegung dar.
Bei einer Demonstration von So Arzenu am 14. September 1995 wurden fünfzig Menschen verletzt. Nachdem Rabin im November 1995 erschossen worden war, wurde festgestellt, dass der Attentäter Jigal Amir Verbindungen zu So Arzenu hatte.
Der So Arzenu-Vorsitzende Benjamin Elon errang auf der Wahlliste der nationalistischen Partei Moledet einen Knesset-Sitz bei der Parlamentswahl 1996. Mit der Politik der neuen Regierung zugunsten israelischer Siedlungen festigte die Bewegung ihre Stellung in der Siedlergemeinschaft; einige Mitglieder traten 1999 der Partei Jisra’el Beitenu bei.